# Umarizal (microregio)
Umarizal is een van de 19 microregio's van de Braziliaanse deelstaat Rio Grande do Norte. Zij ligt in de mesoregio Oeste Potiguar en grenst aan de microregio's Médio Oeste, Chapada do Apodi, Pau dos Ferros en Catolé do Rocha (PB). De microregio heeft een oppervlakte van ca. 1.621 km². In 2006 werd het inwoneraantal geschat op 62.447.
Elf gemeenten behoren tot deze microregio:
- Almino Afonso
- Antônio Martins
- Frutuoso Gomes
- João Dias
- Lucrécia
- Martins
- Olho-d'Água do Borges
- Patu
- Rafael Godeiro
- Serrinha dos Pintos
- Umarizal

Mesoregio's: Agreste Potiguar · Central Potiguar · Leste Potiguar · Oeste Potiguar

Microregio's: Angicos · Agreste Potiguar · Baixa Verde · Borborema Potiguar · Chapada do Apodi · Litoral Nordeste · Litoral Sul · Macaíba · Macau · Médio Oeste · Mossoró · Natal · Pau dos Ferros · Seridó Ocidental · Seridó Oriental · Serra de São Miguel · Serra de Santana · Umarizal · Vale do Açu